# Holzfussella bitaeniata
Holzfussella bitaeniata är en insektsart som beskrevs av Schmidt 1926. Holzfussella bitaeniata ingår i släktet Holzfussella och familjen sporrstritar. Inga underarter finns listade i Catalogue of Life.